# Маргарита Шотландская, графиня Кент
Маргарита Шотландская (1193, Хаддингтон, Восточный Лотиан — 25 ноября 1259) — шотландская принцесса, дочь короля Шотландии Вильгельма I Льва и Ирменгарды де Бомон.

## Биография
Маргарита родилась в Хаддингтон, Ист-Лотиан, и была первым ребёнком королевской пары. Она была старшей сестрой короля Шотландии Александра II.
Её отец сражался с королём Англии Генрихом II и его младшим сыном Иоанном Безземельным. В результате в 1209 году Вильгельм был вынужден отправить Маргариту и её младшую сестру Изабеллу в Англию в качестве заложников; они были заключены в замке Корф вместе с Элеонорой Бретонской, которая, чтобы не дать ей претендовать на английский трон, находилась под домашним арестом. В июне 1213 года Иоанн отправил трём благородным дамам в платья зелёного цвета, плащи с отделкой из овчины и летние туфельки. Дамам иногда разрешалось выезжать под строжайшей охраной.
19 июня 1221 года Маргарита вышла замуж за Хьюберта де Бурга. Во время их брака Хьюберт фактически был регентом Англии, поскольку Генрих III был слишком юн, чтобы самому выполнять обязанности короля. Генрих III достиг совершеннолетия в 1227 году, и Хьюберт ушёл с поста регента. Он был удостоен звания графа Кента и оставался одним из самых влиятельных людей при дворе.
У них была только одна дочь:
- Маргарита (Маготта) де Бург (1223 — ноябрь 1237); муж — Ричард де Клер, детей не было.

Она пережила своего мужа на шестнадцать лет и умерла в 1259 году. Она была похоронена в доминиканской церкви в Лондоне.
От рождения и до смерти Маргарита, возможно, была либо первым, либо вторым наследником престола Шотландии, как один из немногих живых и законных потомков Вильгельма I. Однако когнатическая примогенитура ещё не была принята в Шотландии и более отдалённые родственники вполне могли претендовать на престол, что и привело к наследственному кризису 1290—1292 годов.